# Vendin-lès-Béthune
Vendin-lès-Béthune (Nederlands: Wenden) is een gemeente in het Franse departement Pas-de-Calais (regio Hauts-de-France). De plaats maakt deel uit van het arrondissement Béthune. Vendin-lès-Béthune telde op 1 januari 2022 2.384 inwoners.

## Geografie
De oppervlakte van Vendin-lès-Béthune bedroeg op 1 januari 2022 3,63 vierkante kilometer; de bevolkingsdichtheid was toen 656,7 inwoners per km².

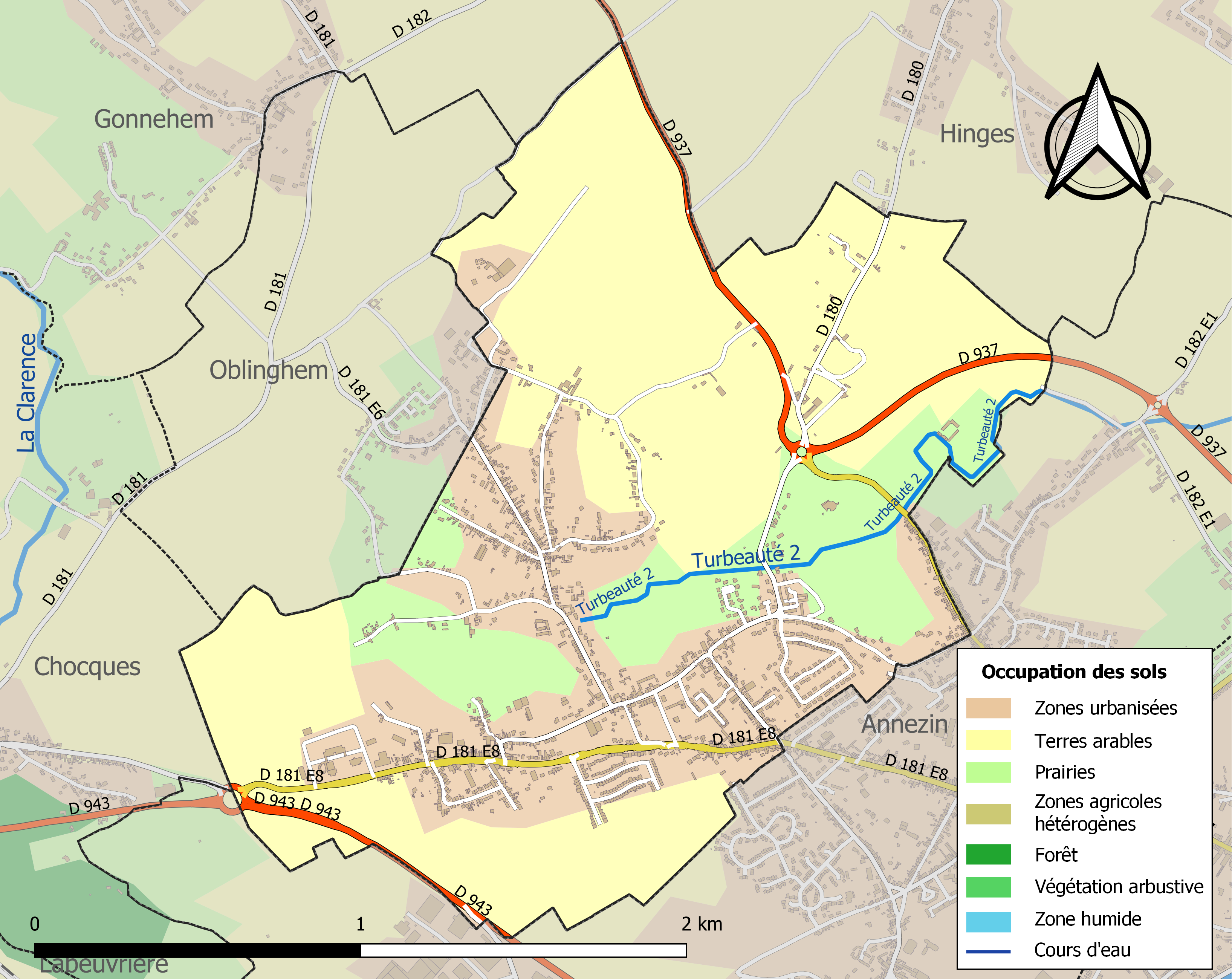
Kaart van de gemeente met de belangrijkste infrastructuur, bodemgebruik en omliggende gemeenten

## Demografie
Onderstaande figuur toont het verloop van het inwonertal (bron: INSEE-tellingen).